# Kawanishi E7K
De Kawanishi E7K (Japans: 九四式水上偵察機?) is een Japans driezitswatervliegtuig voor verkenningsdoeleinden uit de jaren 30. De geallieerden gaven het codenaam Alf. De E7K werd tijdens de Tweede Wereldoorlog gebruikt door de Japanse Keizerlijke Marine en vooral in de Pacifische Oorlog. De Kawanishi E7K had twee grote bijeenstaande drijvers waarmee het op water kon landen en opstijgen. Deze type watervliegtuigen hadden geen ondervleugelde drijvers zoals bij andere types watervliegtuigen. Vanaf een schip werd het met behulp van een katapult gelanceerd.

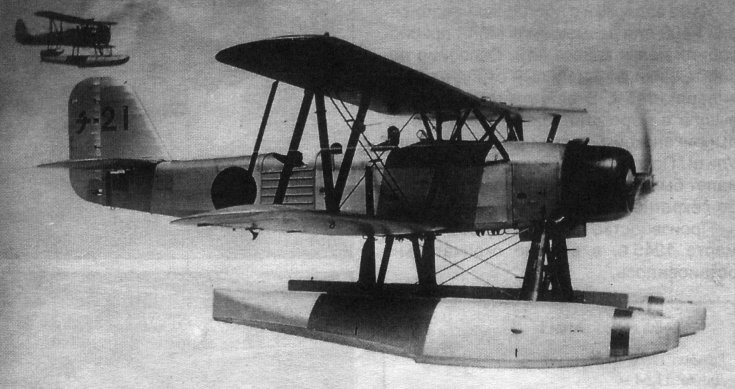
Kawanishi E7K "Alf"

## Ontwerp en ontwikkeling
In 1932 verzocht de Japanse Keizerlijke Marine de Kawanishi Aicraft Company de productie van de "Kawanishi E5K" op zich te nemen. Dit evolueerde in de Kawanishi E7K1, een dubbeldeks ontwerp, voorzien van een 620 pk (462 kW)-krachtbron, de Hiro Type 91 W-motor. Dit werd gedaan onder leiding van Eiji Sekiguchi, die met een ontwerp kwam van een Kawanishi Model J, een vliegtuig van gemengde constructie, een bemanning van drie en op twee drijvers.
Het eerste watervliegtuig steeg op voor een proefvlucht op 6 februari 1933 en werd daarna overgedragen aan de Japanse marine voor eigen militaire proefvluchten, drie maanden later. Eerst had het watervliegtuig een tweebladige houten propeller. Later kreeg het toestel een vierbladige propeller.
Een concurrerend vliegtuig werd gemaakt door de Aichi Maatschappij, de AB-6, gemaakt onder dezelfde voorwaarden.
De E7K1 werd besteld als de Navy Type 94 Verkenningswatervliegtuig en werd uiteindelijk in dienst genomen in het begin van 1935. Ze kreeg een reputatie als een bij de piloten geliefd watervliegtuig. Er waren echter wel problemen door de onbetrouwbaarheid van de Hiro-motor.
Latere producties van de E7K1 werden aangepast met krachtiger versies van de Hiro 1-motor, maar dit bracht geen verbetering in de betrouwbaarheid. In 1938 introduceerde Kawanishi een verbeterde E7K2-versie met de Mitsubishi Zuisea 11-radiaalmotor. Met een eerste proefvlucht in augustus 1938 werd ze daarna goedgekeurd en besteld door de marine als het Navy Type 94 Verkenningswatervliegtuig Model 2. De E7K1 werd herdoopt tot de Navy Type 94 Verkenningwatervliegtuig Model 1.

## Operationele geschiedenis
Het type werd uitvoerig gebruikt door de Japanse marine vanaf 1938 tot de aanvang van de Pacifische Oorlog, wanneer de E7K1 werd opzijgeschoven voor tweederangs taken. De E7K2 daarentegen, vloog voortdurend in de frontlinie, tot begin 1943. Nadien werden ze gebruikt voor verkenningsvluchten, konvooidiensten en anti-onderzeebootdiensten. Na 1943 verdween de E7K2 naar een tweederangs diensttaak en als verbindingstoestel.
Beide versies werden uiteindelijk gebruikt in kamikaze-operaties, op het eind van de oorlog in de Stille Oceaan.

## Varianten
- E7K1 - Productieversie met de Hiro Type 94-motor, waarvan 183 gebouwd werden (inbegrepen 57 gebouwd door Nippon Hikoki K.K.)
- E7K2 - Herbouwde en verbeterde motorenversies met de Mitsubishi Zuisea 11-radiaalmotoren, waarvan ongeveer 350 ervan werden gebouwd (inbegrepen 60 gebouwd door Nippon Hikoki K.K.)

## Kawanishi E7K2 en (E7K1)
- Type: Verkenningwatervliegtuig
- Fabrikant: Kawanishi Aircraft Company
- Eerste proefvlucht: 6 februari 1933
- In dienst gesteld: 1935
- Uit dienst gesteld: 1943
- Terug in dienst: 1944-1945 voor kamikaze-operaties
- Eerste gebruiker: IJN Luchtmacht
- Aantal gebouwd: 533 stuks

### Algemene kenmerken
- Bemanning: 3 man (piloot - navigator - boordschutter/bommenwerper)
- Lengte: 10,50 m (10,41 m E7K1)
- Hoogte: 4,85 m (4,81 m E7K1)
- Spanwijdte: 14 m
- Vleugeloppervlakte: 43,60 m²
- Leeg gewicht: 2.100 kg (1.970 kg E7K1)
- Maximaal gewicht: 3.300 kg (3.000 kg E7K1) (beladen)
- Krachtbron: 1 × radiaal piston Mitsubishi Zuisea 11 - 870 pk (649 kW)
- Maximumsnelheid: 275 km/u
- Kruissnelheid: 239 km/u
- Vliegbereikhoogte: 7.060 m
- Reikwijdte: 2.200 km

### Bewapening
- Eén vaste in de neus en twee beweegbare 7,7mm-Type 92-mitrailleurs - één in de achterste cockpit en één door de buik naar beneden vurend.
- 120 kg aan bommen (4 × 30 kg of 2 × 60 kg bommen)